# Elsa Triolet
Ella Iurievna Kagan (în rusă Элла Юрьевна Каган; n. 12/24 septembrie 1896, Moscova, Imperiul Rus – d. 16 iunie 1970, Saint-Arnoult-en-Yvelines⁠(d), Région parisienne, Franța), cunoscută sub numele de Elsa Triolet (în rusă Эльза Триоле, transliterat: Elza Triole) a fost o scriitoare și traducătoare ruso-franceză.

## Biografie
Ella Yuryevna Kagan s-a născut la Moscova, într-o familie evreiască formată din Iuri Alexandrovici Kagan, avocat, și Elena Ioulevna Berman, profesoară de muzică. Ea și sora ei mai mare, Lili Brik, au primit o educație excelentă; erau capabile să vorbească fluent germana și franceza și să cânte la pian. Ella a absolvit Institutul de Arhitectură din Moscova.
Ella s-a asociat curând cu futuriștii ruși prin intermediul Liliei, care în 1912 era căsătorită cu criticul de artă Osip Brik; s-a împrietenit cu persoane din cercul lor, inclusiv cu Roman Jakobson, pe atunci poet zaum, care i-a devenit prieten toată viața. Elsei îi plăcea poezia, iar în 1911 s-a împrietenit și s-a îndrăgostit de poetul futurist aspirant și artistul grafic Vladimir Maiakovski. Când l-a invitat acasă, poetul s-a îndrăgostit nebunește de sora ei, marcând începutul unei serii de colaborări artistice între cei doi, care a durat până la moartea poetului. Ella a fost prima care a tradus în franceză poezia lui Maiakovski (precum și volume de poezie în limba rusă).
În 1918, la începutul Războiului Civil Rus, Ella s-a căsătorit cu ofițerul de cavalerie francez André Triolet și a emigrat în Franța, unde și-a schimbat numele în Elsa, dar ani de zile a recunoscut în scrisorile sale către Lilia că are inima frântă. Ulterior, a divorțat de Triolet.
La începutul anilor 1920, Elsa a descris vizita sa în Tahiti în scrisorile sale către Victor Șklovsky, care i le-a arătat ulterior lui Maxim Gorki. Gorki i-a sugerat autoarei să ia în considerare o carieră literară. Cartea În Tahiti din 1925, scrisă în limba rusă și publicată la Leningrad, s-a bazat pe aceste scrisori. A mai publicat două romane în limba rusă, Căpșuni sălbatice (1926) și Camuflaj (1928), ambele publicate la Moscova.
În 1928, Elsa l-a cunoscut pe scriitorul francez Louis Aragon. Au rămas împreună timp de 42 de ani și s-au căsătorit în 1939. Ea l-a influențat pe Aragon să se alăture Partidului Comunist Francez.Format:Nx Triolet și Aragon au luptat în Rezistența franceză.
În 1944, Triolet a fost prima femeie care a primit Premiul Goncourt pentru romanul său Le premier accroc coûte 200 de franci.
A murit, la vârsta de 73 de ani, la Moulin de Villeneuve, Saint-Arnoult-en-Yvelines, Franța, în urma unui atac de cord.
În 2010, La Poste, oficiul poștal francez, a emis trei timbre în onoarea lui Triolet.